# Сан-Сальваторе-ин-Лауро
Сан-Сальваторе-ин-Лауро (итал. La chiesa di San Salvatore in Lauro — Церковь Святого Спасителя в лаврах)— католический храм в историческом центре Рима, расположенный на одноимённой площади в районе Понте. Титулярная церковь создана папой Бенедиктом XVI 24 ноября 2007 года. Национальная церковь жителей региона Марке в Риме и резиденция одноимённой диаконии (население каждого из регионов до объединения Италии считалось «нацией»).
Церковь Сан-Сальваторе-ин-Лауро — одна из двух церквей в Риме, посвящённых Святой Деве Марии Лоретанской. Другая церковь — Санта-Мария-ди-Лорето.

## История
Церковь известна с XI века и обязана своим названием лавровой роще, существовавшей неподалёку.
В XV веке кардинал Латино Орсини построил при церкви монастырь Сан-Джорджо (Святого Георгия). В 1587 году папа Сикст V сделал церковь титулярной диаконией, однако в 1591 году храм был уничтожен пожаром (монастырь не пострадал). Титул был снят папой Климентом X Альтьери в 1670 году, но ещё в 1668 году комплекс перешёл в собственность «братства жителей Пичени» (Pio Sodalizio dei Piceni), которому он принадлежит до сих пор, став, таким образом, «национальной церковью» жителей региона Марке в Риме, в то время как монастырь предназначался для школы-интерната двадцати пяти врачей и студентов юридических факультетов. Братство под покровительством папы Пия IX из Марке получило в 1862 году посвящение Деве Марии Лоретанской («Лавровой»), их покровительнице.

## Архитектура
Церковь Сан-Сальваторе-ин-Лауро сохранила фасад конца XVI века, возведённый болонским архитектором Оттавиано Маскерино, возможно, по проекту монаха Доменико Паганелли, с небольшой перестройкой XIX века. Маскерино занимался также реконструкцией интерьера после частичного обрушения центрального нефа, вызванного интенсивностью дождей и последующим наводнением в 1599 году.
В 1857—1862 годах Камилло Гульельметти добавил крыльцо с колоннами коринфского ордера, увенчанное барельефом работы Ринальдо Ринальди, изображающим Мадонну с Младенцем на фоне Святого Дома (Santa Casa di Loreto), из Назарета, который, согласно легенде, несут ангелы, направляясь в Марке в области Марке. Латинская надпись на фризе церкви гласит: «Mariae Lauretanae Piceni Patronae» («Марии Лоретанской, покровительнице Пичено»).

## Интерьер
Интерьер церкви напоминает венецианскую архитектуру Андреа Палладио с величественными коринфскими колоннами, попарно поддерживающими коробовый свод с люнетами. Главный алтарь и купол датируются XVIII веком и являются работой Лудовико Рускони Сасси. В церкви хранится старинное деревянное Распятие.
В капеллах имеются уникальные алтарные картины, скульптуры и рельефы Антониаццо Романо, Камилло Рускони, Франсуа Дюкенуа и Пьетро да Кортона. «Видение святого Иеронима» Пармиджанино, которое сейчас находится в Национальной галерее в Лондоне, также изначально предназначалось для церкви Сан-Сальваторе.
В церкви также находятся надгробные памятники кардиналам Просперо Марефоски и Раньеро Феличе Симонетти работы скульптора Карло Мональди по проекту архитектора Джироламо Теодоли (1750—1751). В трапезной, украшенной фресками художника-маньериста Франческо Сальвиати (1550), находится гробница папы Евгения IV (работы Исайи Пизанского, 1447), перенесённая сюда из старой базилики Сан-Пьетро и надгробный памятник Маддалены Орсини, приписываемый Джованни Далматинцу.

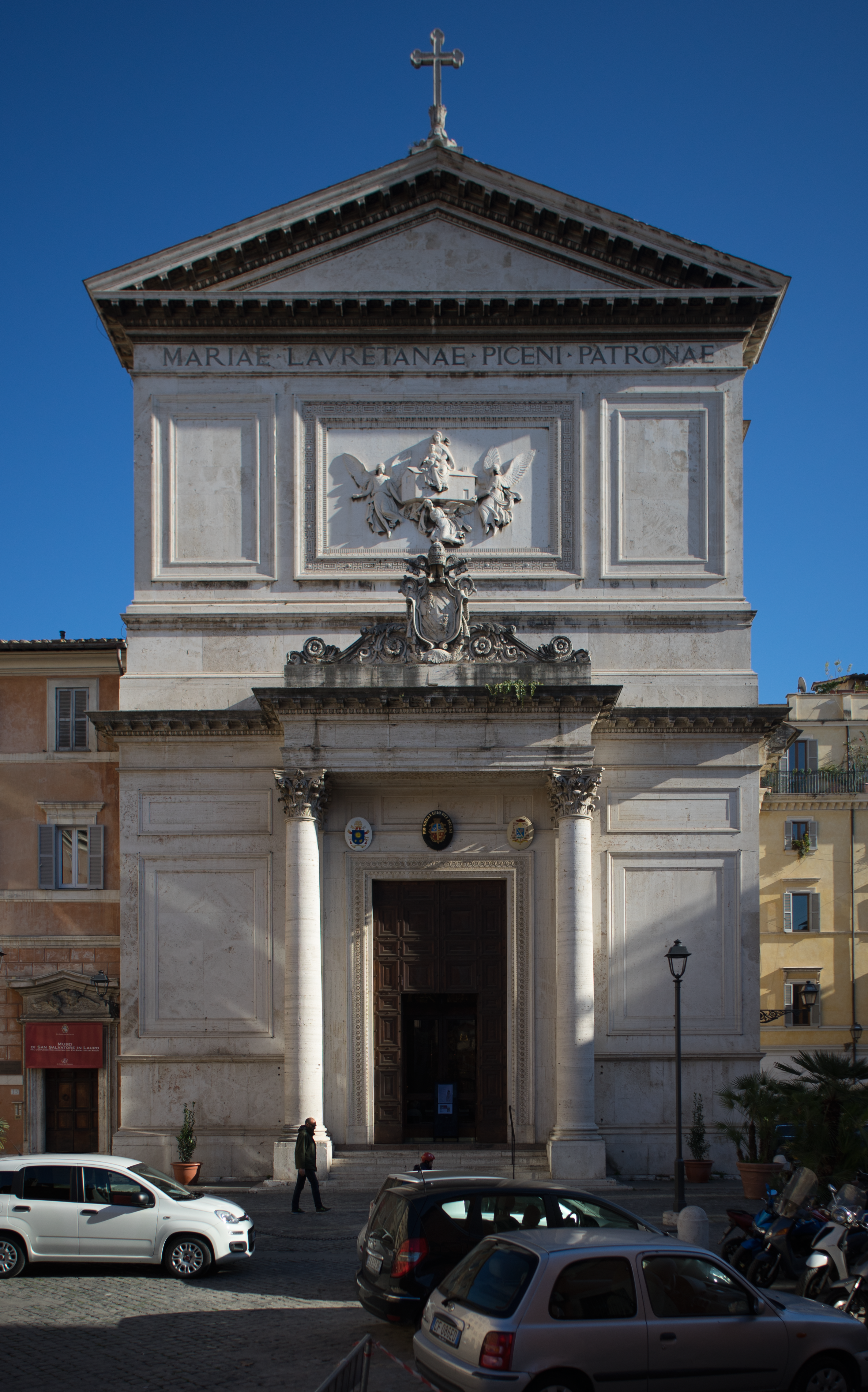
Фасад церкви
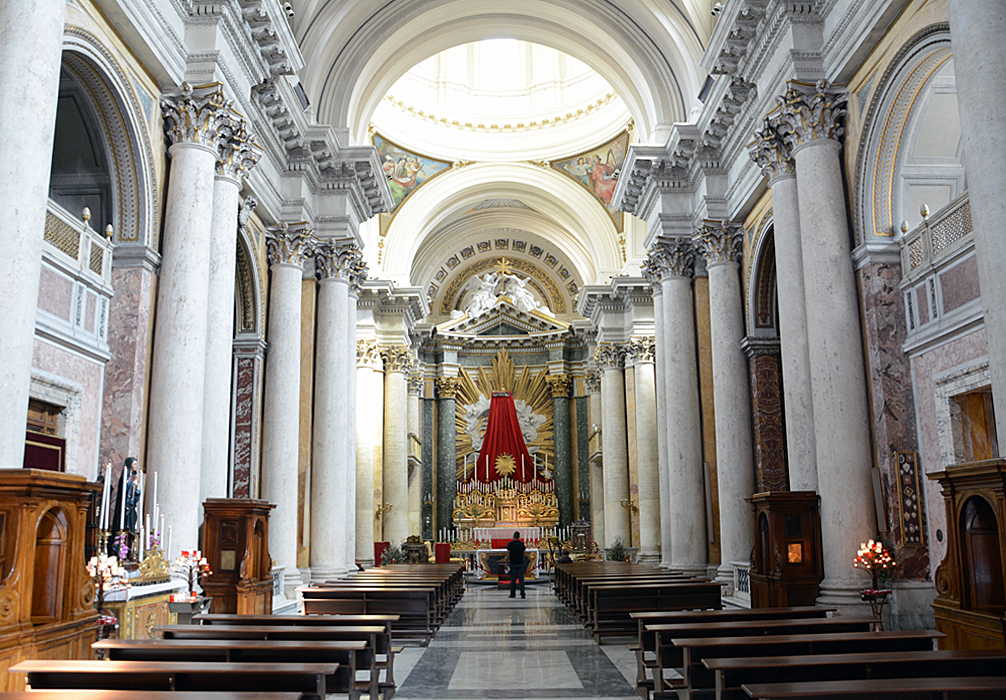
Интерьер
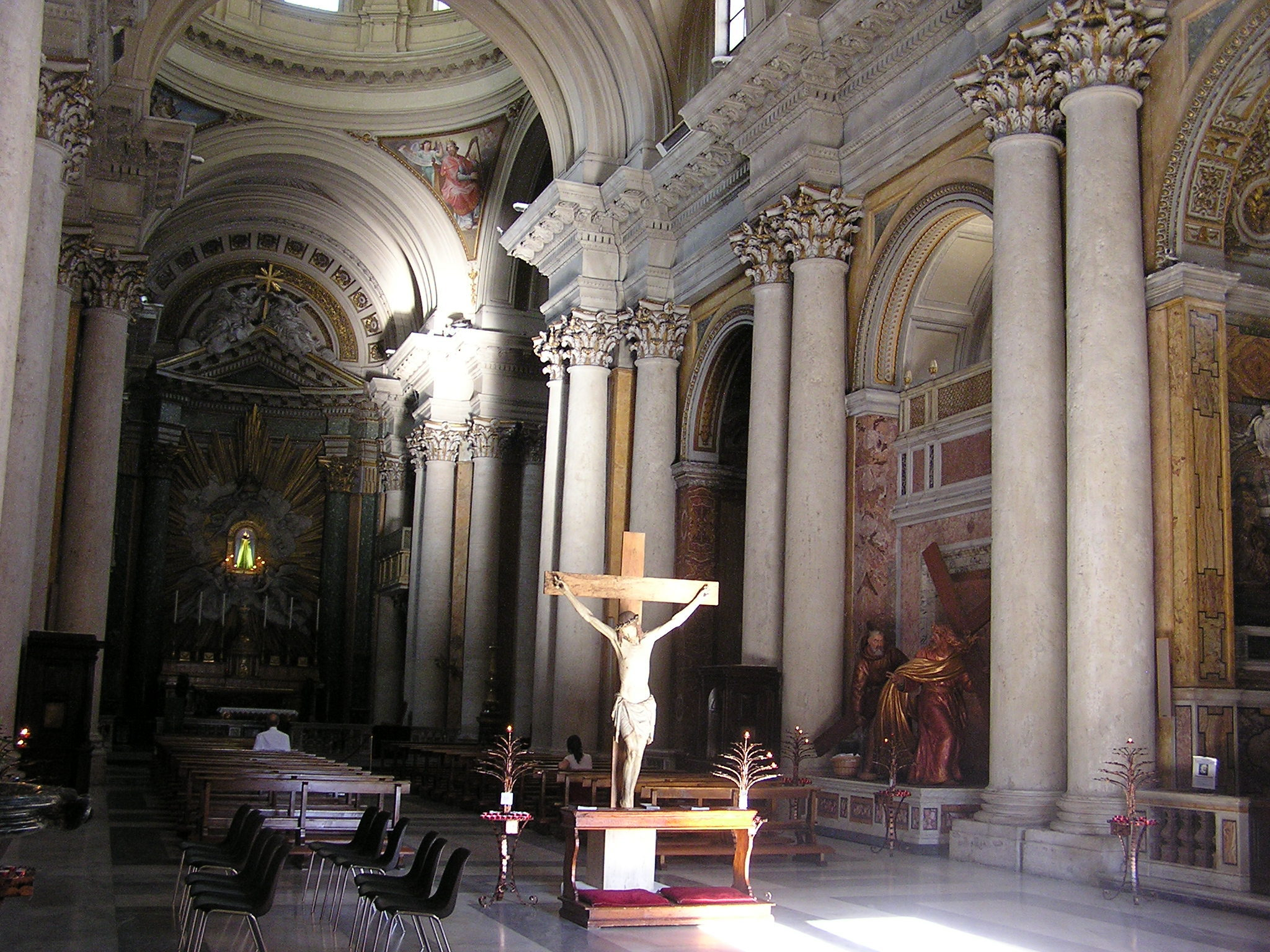
Распятие
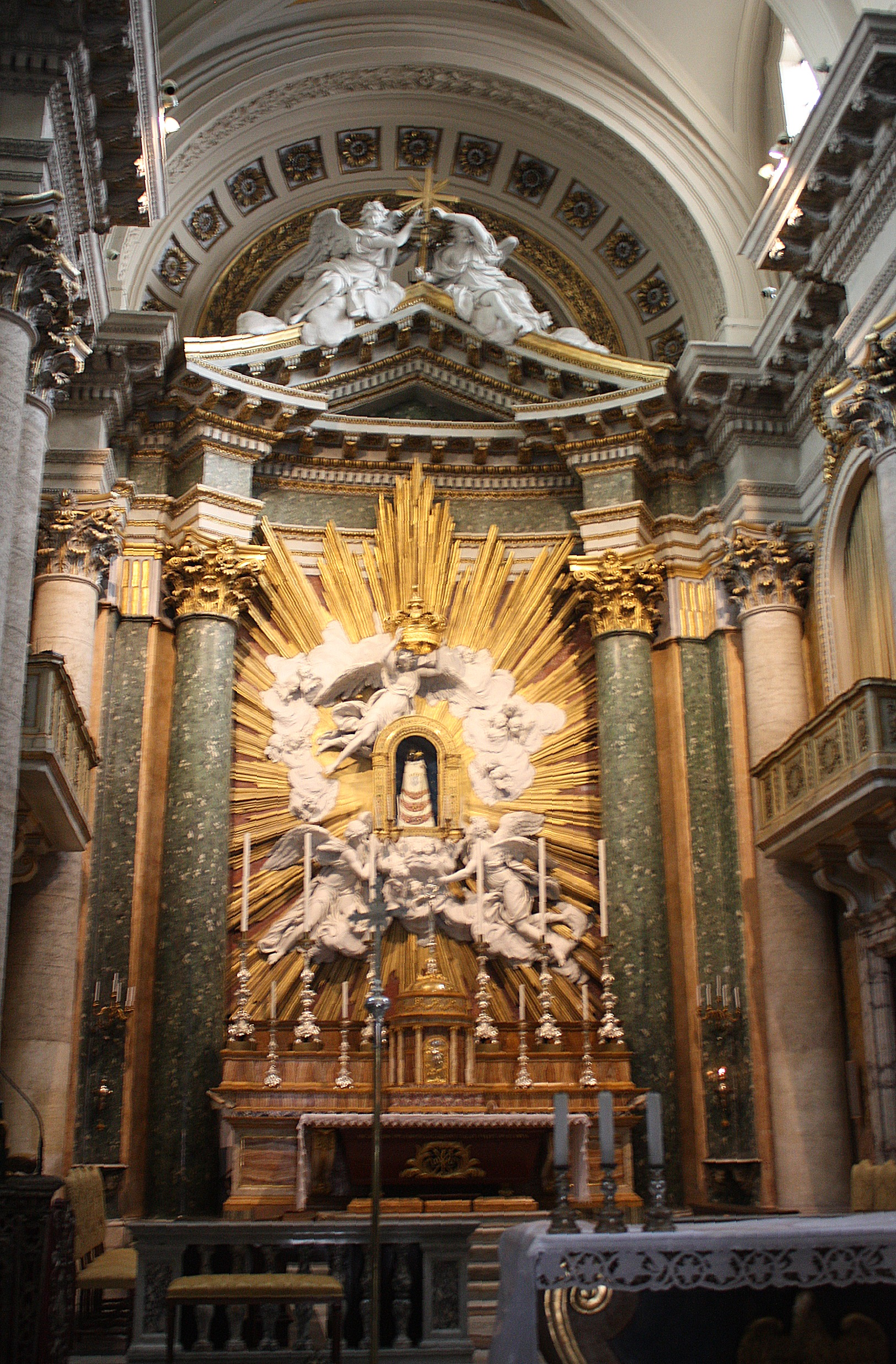
Главный алтарь в образом Мадонны ди Лорето. Проект архитектора Лудовико Рускони Сасси
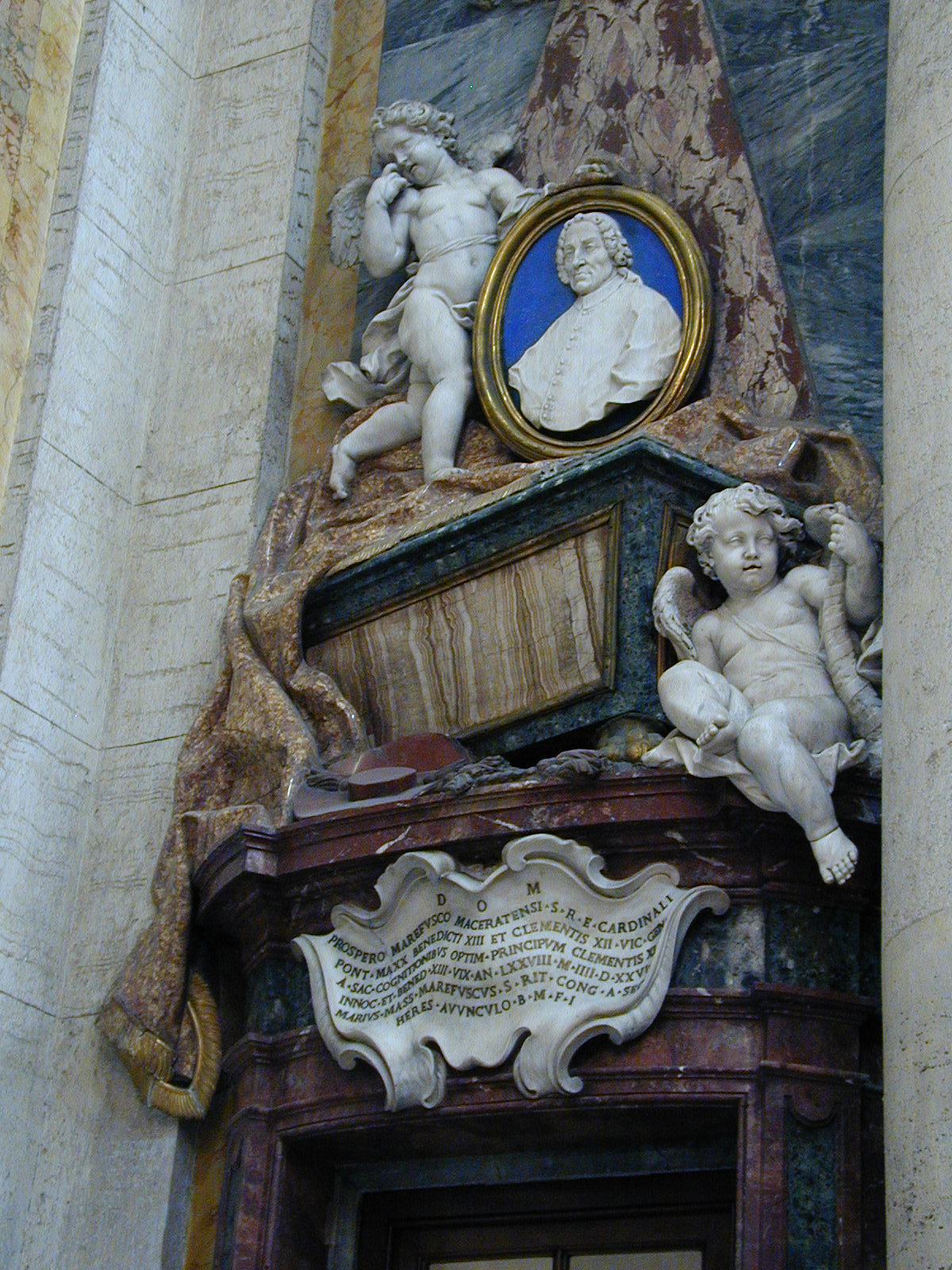
Надгробный монумент кардиналу Просперо Марефоски. Скульптор К. Мональди. 1750—1751
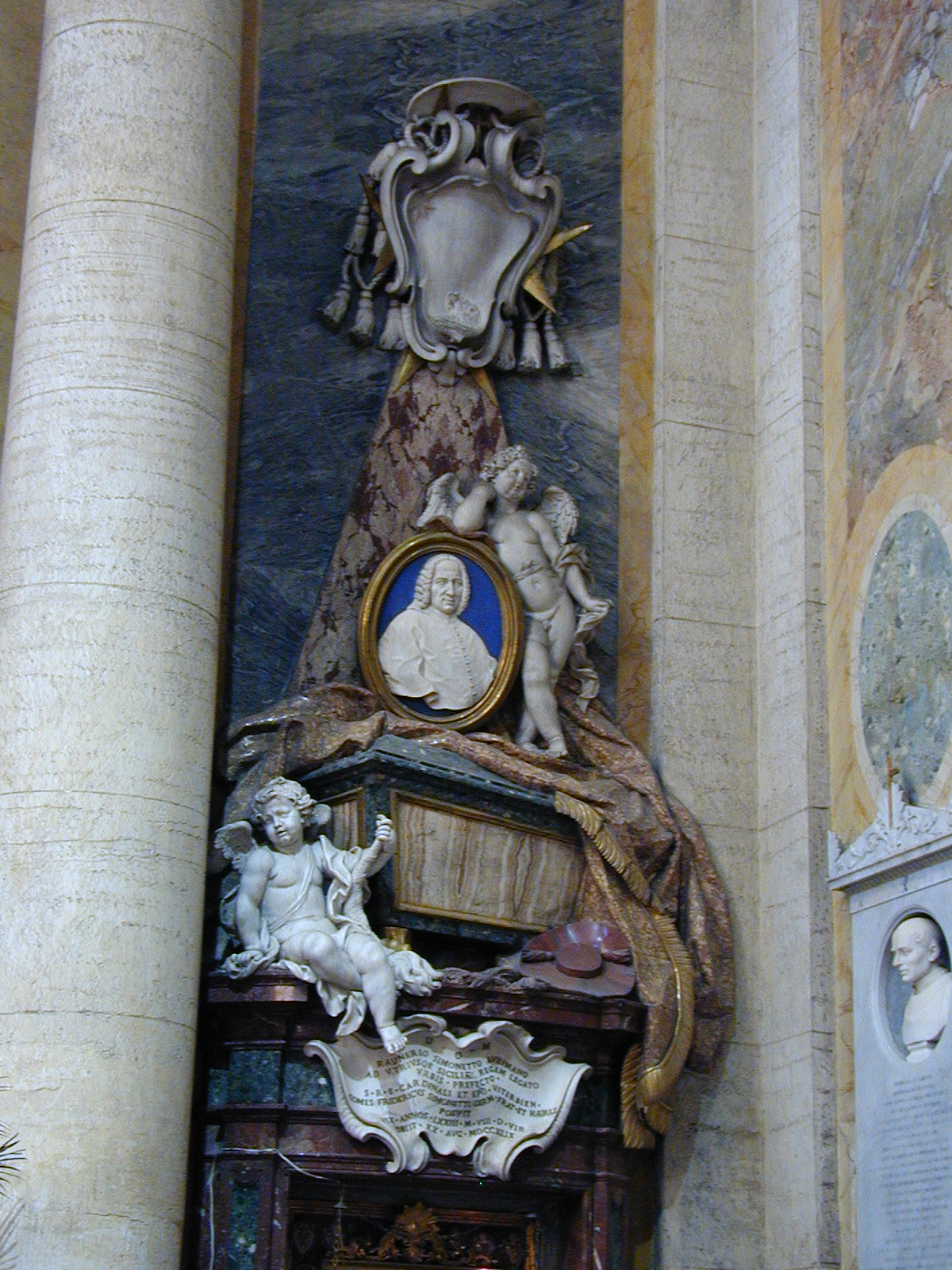
Надгробный монумент кардиналу Раньеро Феличе Симонетти. Скульптор К. Мональди. 1750—1751
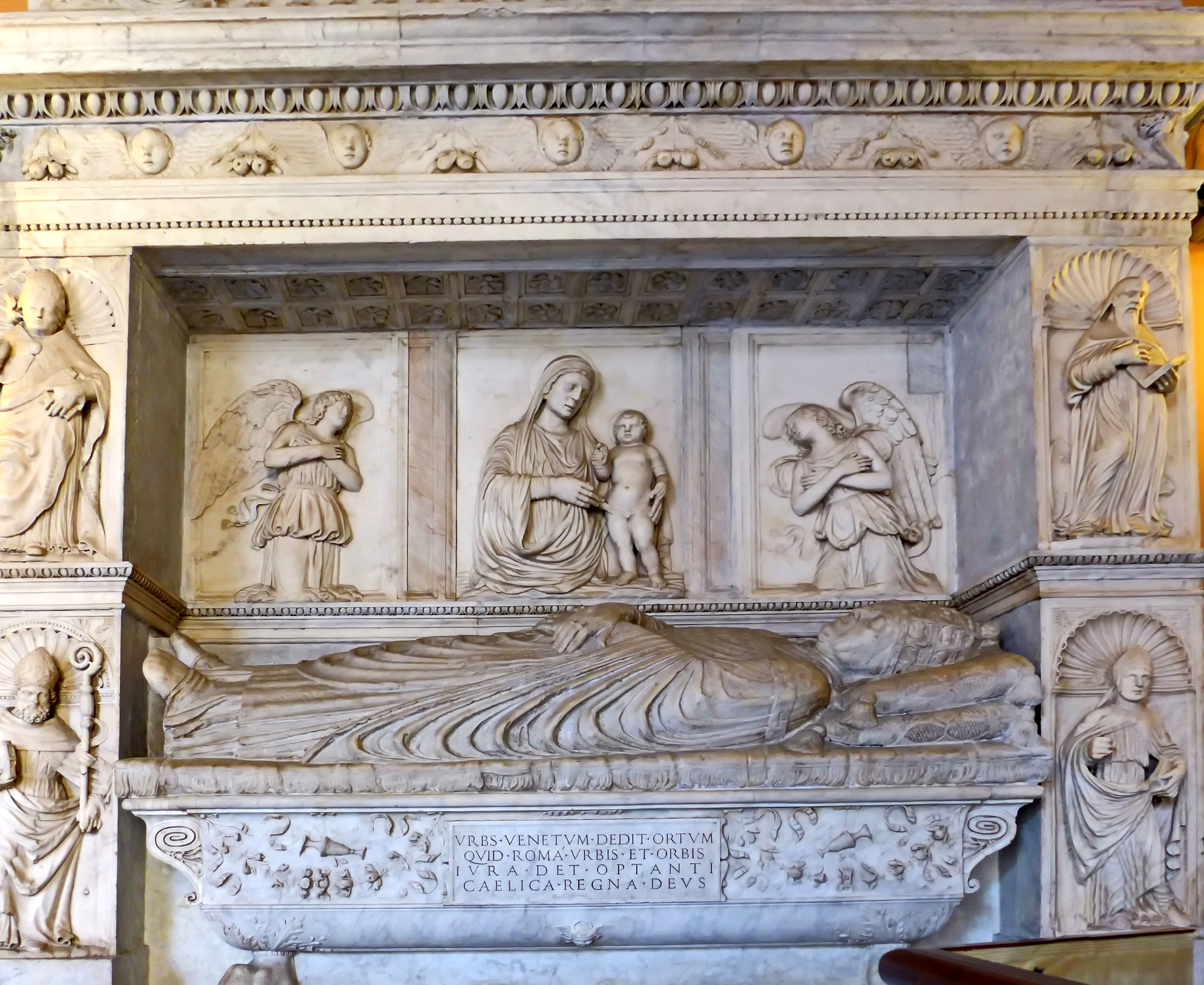
Надгробие папы Евгения IV. Ораторий Сан-Джорджо при церкви Сан-Сальваторе-ин-Лауро. 1447. Скульптор Исайя Пизанский
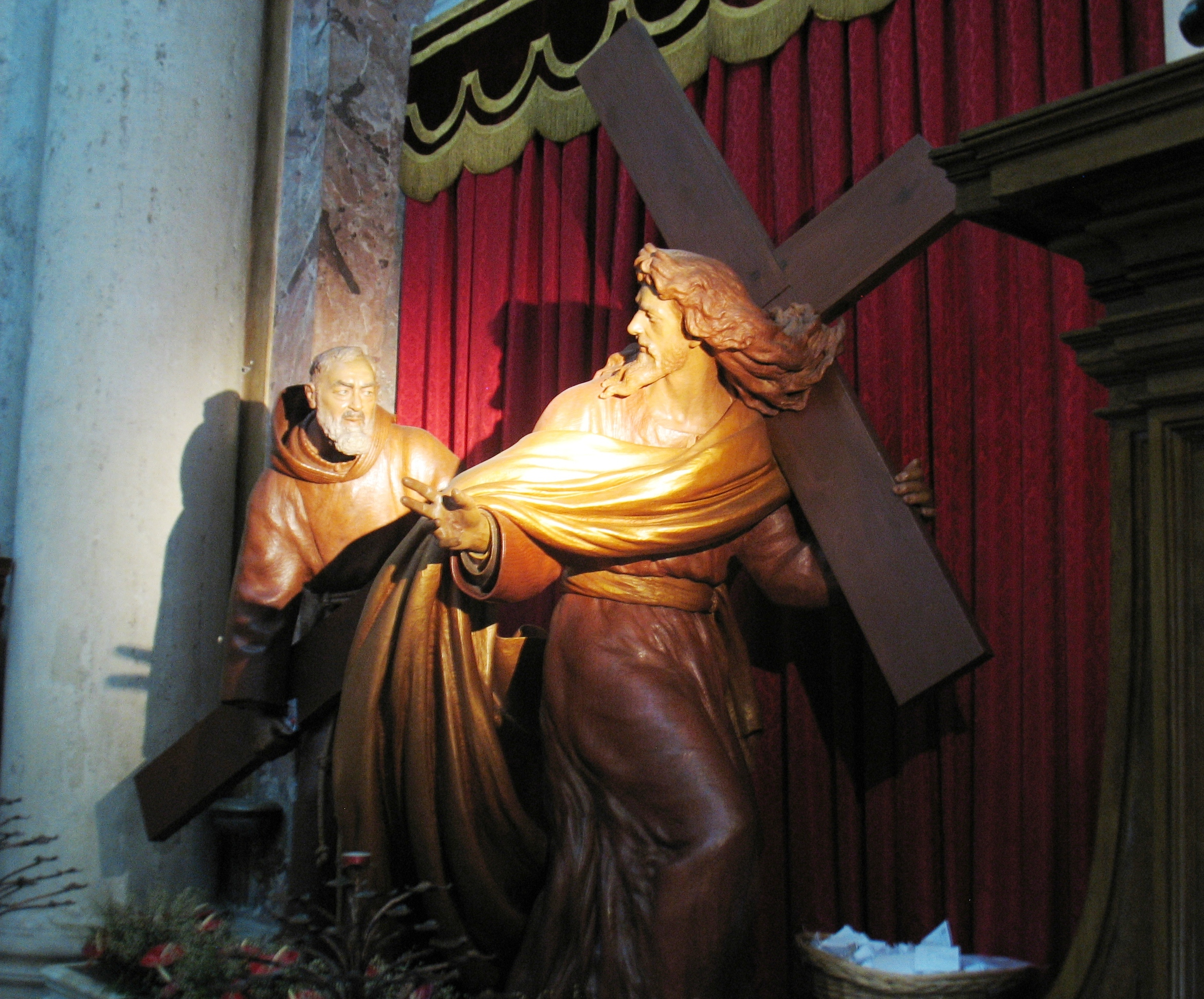
Иисус и святой Падре Пио. XX век